# روبين راسيل
روبين راسيل (7 نوفمبر 1944 في الولايات المتحدة - ) (بالإنجليزية: Rubin Russell)‏ هو لاعب كرة سلة أمريكي في مركز هجوم خلفي. لعب مع كنتاكي كولونيلز ودالاس تشابارالز ‏.

## وصلات خارجية
- روبين راسيل على موقع سبورتس رفرنس (الإنجليزية)
- روبين راسيل على موقع كلية كرة السلة في سبورتس رفرنس.كوم (الإنجليزية)
- روبين راسيل على موقع ريلجم (الإنجليزية)
- روبين راسيل على موقع بروبوليرز (الإنجليزية)